# Agasteppe
De Agasteppe (Russisch: Агинская степь; Aginskaja step) is een ongeveer 100 kilometer lang steppegebied in de Transbaikal, aan de rand van het voormalige Russische autonome district Aga-Boerjatië. Het gebied ligt op een hoogte van 600 tot 900 meter en omvat een aantal langzaam opglooiende hellingen en de vallei van de rivier de Aga (zijrivier van de Onon). De ondergrond van de steppe bestaat uit kwartaire alluviale en eluviale afzettingen, die zich bevinden boven schistlagen uit het cambrium. Het gebied is vooral begroeid met rietgras, alsem en boerenwormkruid. Grote delen van het gebied zijn in cultuur gebracht.